# Divizia A 1993-1994
La Divizia A 1993-1994 è stata la 76ª edizione della massima serie del campionato di calcio rumeno, disputato tra il 15 agosto 1993 e il 27 aprile 1994 e concluso con la vittoria finale della Steaua București, al suo sedicesimo titolo e secondo consecutivo.
Capocannoniere del torneo fu Gheorghe Craioveanu (Universitatea Craiova), con 22 reti.

## Formula
Come nella stagione precedente le squadre partecipanti furono 18 e disputarono un turno di andata e ritorno per un totale di trentaquattro partite.
Le ultime due classificate retrocedettero in Divizia B.
Le qualificate alle coppe europee furono cinque: la vincente alla UEFA Champions League 1994-1995, seconda, terza e quarta alla Coppa UEFA 1994-1995 e la vincente della coppa di Romania alla coppa delle Coppe 1994-1995.

## Classifica finale
|    | Classifica            | G  | V  | N  | P  | GF | GS | Dif | Pt |
| -- | --------------------- | -- | -- | -- | -- | -- | -- | --- | -- |
| 1  | Steaua București      | 34 | 22 | 9  | 3  | 63 | 19 | +44 | 53 |
| 2  | Universitatea Craiova | 34 | 16 | 8  | 10 | 64 | 46 | +18 | 40 |
| 3  | Dinamo București      | 34 | 16 | 7  | 11 | 65 | 40 | +25 | 39 |
| 4  | Rapid București       | 34 | 16 | 6  | 12 | 43 | 32 | +11 | 38 |
| 5  | Petrolul Ploiești     | 34 | 14 | 10 | 10 | 34 | 30 | +4  | 38 |
| 6  | Farul Constanța       | 34 | 15 | 7  | 12 | 42 | 38 | +4  | 37 |
| 7  | Gloria Bistrița       | 34 | 16 | 3  | 15 | 47 | 43 | +4  | 35 |
| 8  | Inter Sibiu           | 34 | 13 | 8  | 13 | 40 | 41 | -1  | 34 |
| 9  | Progresul București   | 34 | 14 | 4  | 16 | 44 | 42 | +2  | 32 |
| 10 | Ceahlăul Piatra Neamț | 34 | 11 | 10 | 13 | 27 | 40 | -13 | 32 |
| 11 | UTA Arad              | 34 | 12 | 8  | 14 | 35 | 49 | -14 | 32 |
| 12 | U Cluj                | 34 | 11 | 8  | 14 | 39 | 42 | -3  | 31 |
| 13 | FC Brașov             | 34 | 13 | 5  | 16 | 38 | 52 | -14 | 31 |
| 14 | Electroputere Craiova | 34 | 10 | 10 | 14 | 25 | 34 | -9  | 30 |
| 15 | Oțelul Galați         | 34 | 12 | 5  | 17 | 38 | 47 | -9  | 29 |
| 16 | Sportul Studențesc    | 34 | 11 | 7  | 16 | 30 | 45 | -15 | 29 |
| 17 | Politehnica Timișoara | 34 | 11 | 6  | 17 | 39 | 53 | -14 | 28 |
| 18 | Dacia Unirea Brăila   | 34 | 9  | 6  | 19 | 33 | 53 | -20 | 24 |

### Verdetti
- Steaua București Campione di Romania 1993-94.
- Politehnica Timișoara e Dacia Unirea Brăila retrocesse in Divizia B.

### Qualificazioni alle Coppe europee
- UEFA Champions League 1994-1995: Steaua București ammesso al turno preliminare. Gloria Bistrita qualificata in Coppa delle Coppe.
- Coppa UEFA 1994-1995: Universitatea Craiova, Dinamo Bucarest e Rapid București qualificate.